# Święta Teresa (film)
Święta Teresa – francusko-hiszpańsko-brytyjski film religijny w reżyserii Raya Lorigi z głównymi rolami Paz Vegi i Álvaro de Luny. Autorem scenariusza był reżyser, oryginalną muzykę skomponowali Michael Nyman i Ángel Illarramendi.
Film przedstawia pobieżnie biografię św. Teresy z Ávili, mistyczki i doktora Kościoła.